# جيمي ميرفي (لاعب كرة قدم بريطاني)

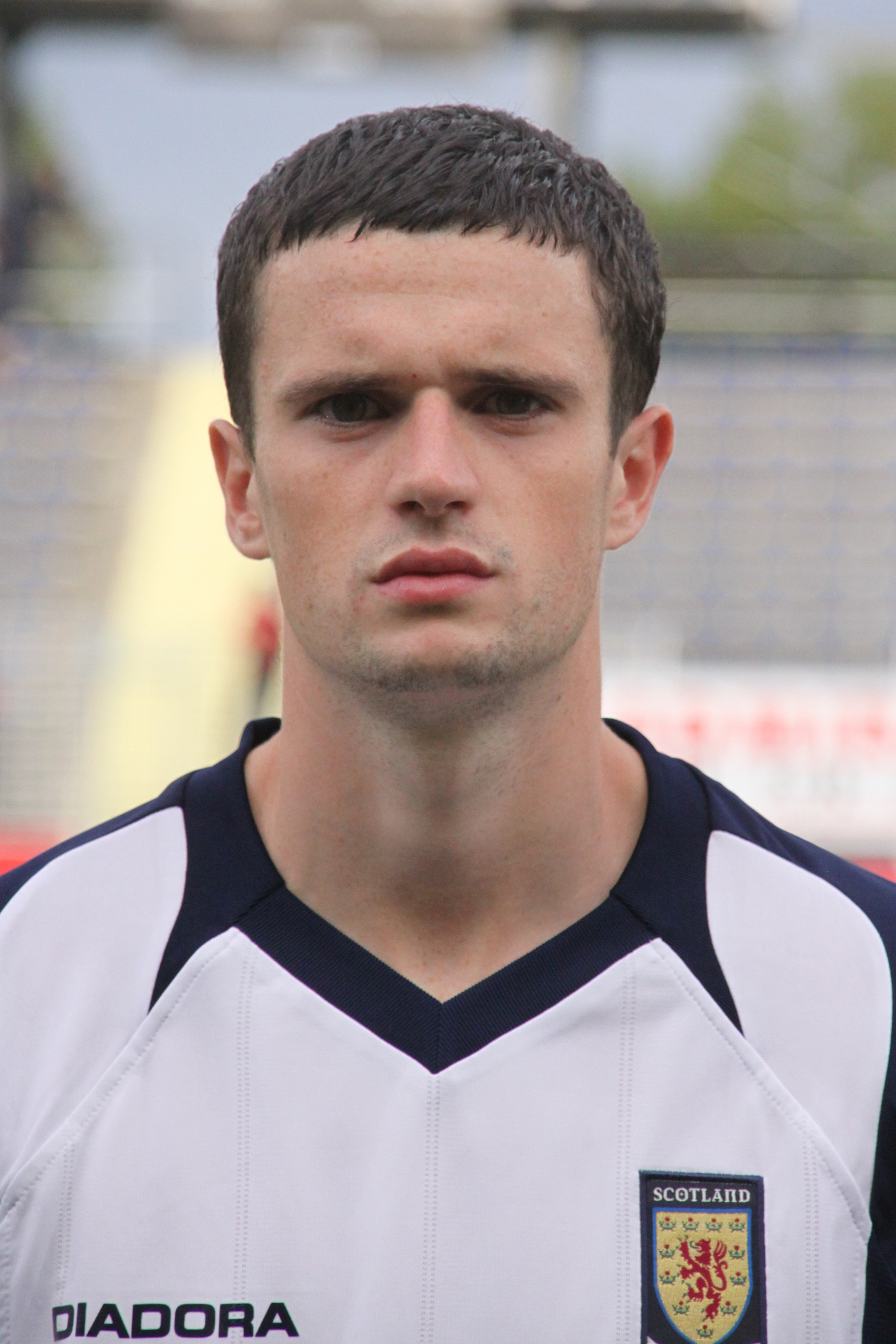
جيمي مورفي

جيمي ميرفي (بالإنجليزية: Jamie Murphy)‏ (17 نوفمبر 1971 في المملكة المتحدة - ) هو لاعب كرة قدم بريطاني في مركز الوسط. لعب مع نادي ليتون أورينت ونادي ألدرشوت.